# NGC 4280
NGC 4280 је тројна звезда у сазвежђу Гавран која се налази на NGC листи објеката дубоког неба.
Деклинација објекта је - 11° 39' 9" а ректасцензија 12h 20m 31,9s. Привидна величина (магнитуда) објекта NGC 4280 износи 13,6.